# Singles (film)

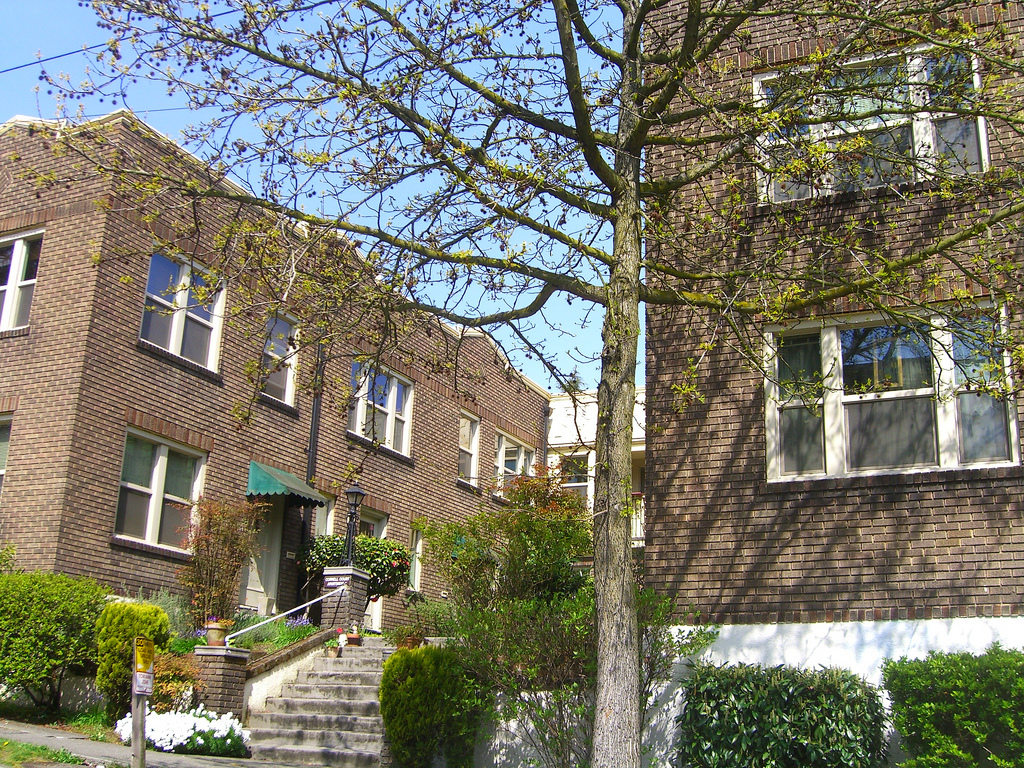
Våningskomplexet som var hemvist för många i gänget.

Singles är en amerikansk långfilm från 1992 i regi av Cameron Crowe.

## Handling
Ett gäng unga mellan 20 och 30 år och deras lyckade och misslyckade förhållanden utspelar sig i och kring ett hus i Seattle där flera i gänget bor. Steve har beslutat sig för att sluta göra sig till när han är ute på lokal för att träffa tjejer, trots att hans kompis David avråder honom. På en rockklubb träffar han Linda och de två blir snabbt ett par. I samma hyreshus som Steve bor Cliff, sångare i rockbandet Citizen Dick, som försöker få ett skivkontrakt samt hans flickvän Janet, som tror att Cliffs ointresse för henne kan avhjälpas genom plastikkirurgi. I huset bor också Debbie som tänker försöka sig på videodejting för att hitta "den rätte".

## Om filmen
I Cliffs rockgrupp spelar även Stone Gossard, Eddie Vedder och Jeff Ament, mer kända som medlemmar i Pearl Jam.
På ljudspåret finns musik från flera lokala band som blev världskända: Pearl Jam, Alice in Chains, Mudhoney och Soundgarden. Med finns även två låtar av Paul Westerberg från The Replacements. Samma år som filmen spelades in, 1991, blev Seattles rockscen och dess typiska musik, grungen, känd över hela världen.

## Rollista (urval)
- Campbell Scott - Steve Dunne, trafikplanerare
- Kyra Sedgwick - Linda Powell, miljöaktivist
- Matt Dillon - Cliff Poncier, sångare i "Citizen Dick"
- Bridget Fonda - Janet Livermore, Cliffs flickvän
- Sheila Kelley - Debbie Hunt, Steves granne
- Jim True-Frost - David Bailey, Steves kompis
- Bill Pullman - Jeffrey Jamison, plastikkirurg
- James LeGros - Andy, Lindas förre pojkvän
- Ally Walker - Pam
- Eric Stoltz - mimartist
- Jeremy Piven - Doug, snabbköpskassör
- Tom Skerritt - borgmästaren
- Paul Giamatti - kyssande man